# Estación Cullinco
Cullinco es una estación ubicada en la comuna chilena  de Victoria la Región de la Araucanía, que es parte del ramal Púa - Lonquimay. 

## Historia
Este ramal fue proyectado para la constitución del Ferrocarril Transandino del Sur (trocha 1,676 m), al unir la localidad chilena de Lonquimay con la argentina ciudad de Zapala. 
El 16 de abril de 1923 se ordena la construcción del edificio principal y la casa de jefe de la estación.